# Срджан Йованович
Срджан Йованович (серб. Срђан Јовановић; 9 квітня 1986) — сербський футбольний арбітр. З 2015 року є арбітром ФІФА.

## Кар'єра
З 2014 року обслуговував матчі сербської Суперліги.
9 липня 2015 року Йованович провів свій перший матч на міжнародному рівні, це був поєдинок між «Аполлоном» і «Саксаном» у кваліфікації Ліги Європи. Матч закінчився з рахунком 2:0, а сербський арбітр показав чотири жовті картки.
16 січня 2016 року вперше відсудив матч національних збірних, коли Об'єднані Арабські Емірати виграли 2:1 у Ісландії, а Йованович дав чотири жовті картки під час цієї гри.
2019 року був включений до списку арбітрів на молодіжний чемпіонат Європи в Італії.